# Cloreto de benzalcônio
Cloreto de benzalcônio pertence ao grupo de compostos de quartenário de amônia e também é conhecido como cloreto de alquil dimetil benzil amônio, cloreto de alquil dimetil (fenil metil) quartenário amônio, cloreto de alquil dimetil (fenil metil) ou cloreto de amônio alquil dimetil benzil.
Apresenta-se como um pó branco ou branco amarelado, amorfo ou em forma de massa gelatinosa, de odor aromático, sabor amargo, muito solúvel em água, álcool etílico e acetona, praticamente insolúvel no éter e levemente solúvel no benzeno. Em solução aquosa, forma espuma sob agitação.
Foi sintetizado pela primeira vez em 1935 pelo químico alemão e ganhador do prêmio Nobel, Gerhard Domagk, que reportou uma ação inibitória em uma grande gama de bactérias e leveduras. Após a segunda guerra mundial, foi inicialmente comercializado com o nome de zephiran e germinal..
É um desinfetante catiônico com atividade surfactante e efeito bactericida sobre bactérias gram positivas, gram negativas, fungicida e viricida para vírus envelopados. Possui ação umectante e detergente com propriedades emulsificadora e germicida.

É utilizado em uma grande variedade de aplicações, domésticas, agrícolas, industriais e clínicas. Incluindo, por exemplo, amaciantes de tecidos, produtos de higiene pessoal e cosméticos, como xampus, condicionadores e loções, como também soluções oftálmicas e medicações que usam a via nasal.